# Abiomed
Abiomed — производитель медицинских имплантатов, таких как искусственное сердце AbioСor и Impella. Штаб-квартира находится в Дэнверсе, штат Массачусетс. Также имеется два офиса в Германии и один в Японии.

## История
Компания основана в Дэнверсе Дэвидом М. Ледерманом в 1981 году. При финансовой поддержке федеральных исследовательских грантов в партнерстве с Техасским институтом кардиологии разработали AbioCor — электромагнитное устройство размером с грейпфрут с батареей внутри, которое полностью заменяет сердце без проводов и трубок, проходящих через кожу. По состоянию на сентябрь 2004 года разработанный Abiomed аппарат искусственного сердца AbioCor, предназначенный для лечения тяжёлой сердечной недостаточности, был имплантирован 14 пациентам.
В мае 2018 года компания была внесена в S&P 500 index.